# Elecciones generales de Nueva Zelanda de 1960
Las elecciones generales de Nueva Zelanda de 1960 fueron unos comicios de ámbito nacional que determinaron la forma de la 33ª legislatura del Parlamento de Nueva Zelanda. El gobernante Partido Laborista fue derrotado por el Partido Nacional, poniendo fin al segundo gobierno laborista.

## Contexto histórico
El Partido Laborista había ganado las elecciones de 1957 por un estrecho margen, comenzando el segundo periodo laborista en el gobierno de Nueva Zelanda. Sin embargo, la nueva administración pronto perdió la batalla por el relato en la opinión pública, con las políticas fiscales como principal causa de insatisfacción. El llamado "Presupuesto Negro", introducido por el ministro de finanzas Arnold Nordmeyer, incrementaron los impuestos sustancialmente, con crecimientos particularmente grandes para el alcohol y el tabaco. Los laboristas pasaron a ser vistos pronto como generadores de miseria y puritanos, y perdieron apoyos por parte de la clase trabajadora, tradicional apoyo a los laboristas que consimían estos proguctos. El gobierno defendió las subidas de impuestos como una medida necesaria para revertir la crisis en la balanza de pagos, pero la oposición, liderada por Keith Holyoake, ganó mucha popularidad con este asunto durante la legislatura.
Ambos partidos desarrollaron relatos sobre la crisis en la balanza de pagos para liderar la campaña electoral. Holyoake intentó argumentar que los fondos extranjeros no habían caído tanto como dijo Nash en 1957, y que los laboristas habían producido un pánico presupuestario. Por otra parte, la balanza de pagos positiva en las importaciones se había debido a los importantes controles establecidos por los laboristas. Nash continuó poniendo énfasis en que el Partido Nacional había producido la peor crisis económica desde la Gran Depresión y que los laboristas habían advertido del desastre que producirían estas acciones. Casualmente, al principio de la elección, ocurrió otra bajada en los fondos extranjeros, pero ningún partido comentó este hecho.
La principal propuesta de los laboristas fue la industrialización, en concreto con el establecimiento de nuevas fábricas de algodón en Nelson. Nash repetía constantemente el argumento de que "Nueva Zelanda nunca había estado tan bien" y los panfletos afirmaban que "todos, en cualquier parte, estará mejor", acercándose al exitoso lema del Primer Ministro británico Harold Macmillan en las elecciones generales del Reino Unido de 1959, "Tú nunca habías estado tan bien". La campaña del Partido Nacional prometía bajar los impuestos, reducir los controles a las importaciones y abolir la obligación de afiliarse a un sindicato.

## Las elecciones
Las elecciones de 1960 vieron al Partido Laborista derrotado por un margen de 12 escaños, habiendo obtenido en las anteriores elecciones una mayoría absoluta de 2 escaños. El Partido Nacional ganó un total de 46 asientos contra los 34 de los laboristas, y formó el segundo gabinete nacional. Respecto al voto popular, el Partido Nacional obtuvo el 47,59% de los votos y el Partido Laborista el 43,42%.
El Partido del Crédito Social obtuvo el 8,62% de los votos, pero no consiguió ningún escaño.
Según Sinclair, el Partido Nacional desarrolló una mejor organización de la campaña electoral, con un mejor uso de la propaganda política, además de las diferencias en las propuestas políticas entre ambos partidos. 

### Resultados
|  | 47.6 % |

|  | 43.4 % |

|  | 8.6 % |

|  | 0.21 % |

|  | 0.2 % |